# Закохатися у наречену брата
«Закоха́тися у нарече́ну бра́та» (англ. Dan in Real Life, досл. «Ден у справжньому житті») — американська комедійна драма 2007 року режисера Пітера Геджеса зі Стівом Кереллом і Жюльєт Бінош у головних ролях. Бюджет фільму — $25 млн, тривалість — 98 хвилин.

## Зміст
Ден — удівець, батько трьох неповнолітніх доньок, дотепний журналіст, ведучий популярної колонки корисних порад у престижній газеті. Та коли Ден закохується — і не в будь-кого, а в наречену власного брата, — то зі здивуванням для себе виявляє, що поради, які впродовж багатьох років він давав своїм читачам і донькам, у його випадку не діють. Виявляється, реальне життя не таке просте, як здається представникам медійного гламуру.

## Збори
Бюджет фільму — 25 000 000 доларів, а загальні збори склали 67 938 171 доларів за версією Box Office Mojo.

## Ролі
| Актор                                   | Роль                                                                     |
| --------------------------------------- | ------------------------------------------------------------------------ |
| Стів Керелл (Steve Carell)              | Ден Бернз (Dan Burns)                                                    |
| Елісон Пілл (Alison Pill)               | старша дочка Джейн (Jane)                                                |
| Бріттані Робертсон (Brittany Robertson) | друга дочка Кара (Cara)                                                  |
| Марлен Лоустон (Marlene Lawston)        | молодша дочка Лілі (Lilly)                                               |
| Дейн Кук (Dane Cook)                    | брат Дена Мітч (Mitch Burns)                                             |
| Жюльєт Бінош (Juliette Binoche)         | дівчина Мітча Марі (Marie Diamond)                                       |
| Джон Махоні (John Mahoney)              | дідусь «Поппі» (John "Poppy" Burns)                                      |
| Даян Віст (Dianne Wiest)                | бабуся Нана (Nana Burns)                                                 |
| Норберт Лео Батц (Norbert Leo Butz)     | брат Дена Клей (Clay Burns)                                              |
| Емі Райан (Amy Ryan)                    | дружина Клея Ейлін (Eileen)                                              |
| Джессіка Гект (Jessica Hecht)           | сестра Дена Емі (Amy)                                                    |
| Френк Вуд (Frank Wood)                  | чоловік Емі Говард Вілсон (Howard Wilson)                                |
| Емілі Блант (Emily Blunt)               | подруга Дена Руті «Поросяче личко» Дрейпер (Dr. Ruthie "Pigface" Draper) |
| Феліпе Дієппа (Felipe Dieppa)           | хлопець Кари Марті Бараско (Marty Barasco)                               |
| Берні МакІнерні (Bernie McInerney)      | власник газети Джеймс Лемсон (James Lamson)                              |
| Емі Ландекер (Amy Landecker)            | редактор газети Сінді Лемсон (Cindy Lamson)                              |
| Меттью Моррісон (Matthew Morrison)      | полісмен (Policeman)                                                     |
| Стівен Меллор (Stephen Mellor)          | працівник книгарні (Bookstore Clerk)                                     |
| Сі Джей Адамс (CJ Adams)                | младший син Емі Еліот (Elliot)                                           |
| Шейна Карр (Shana Carr)                 | Сюзанна (Suzanne Burns)                                                  |
| Лукас Геджес (Lucas Hedges)             | Танцювальний партнер Лілі (Lily’s Dance Partnerм)                        |

## Знімальна група
- Режисер: Пітер Геджес
- Сценарій: Пірс Гарднер, Пітер Геджес
- Продюсери: Джонатан Шестак, Дайян Дрейер, Бред Епштейн, Дарлен Каамано та ін.
- Композитор: Сондре Лерке
- Оператор: Лоуренс Шер
- Монтаж: Сара Флек

## Цікаві факти
- Назва фільму дослівно перекладається як '«Ден у реальному житті»'.
- В одному епізоді з'являється Лукас Геджес, син режисера. Він танцює на весіллі з молодшою дочкою Дена.